# Caspar von Widemarkter
Caspar von Widemarkter (* 12. Januar 1566 in Leipzig; † 21. September 1621 in Vacha) war ein langjähriger französischer Offizier und Gesandter, hessischer Obrist und später hessischer Amtmann von Vacha und Frauensee.

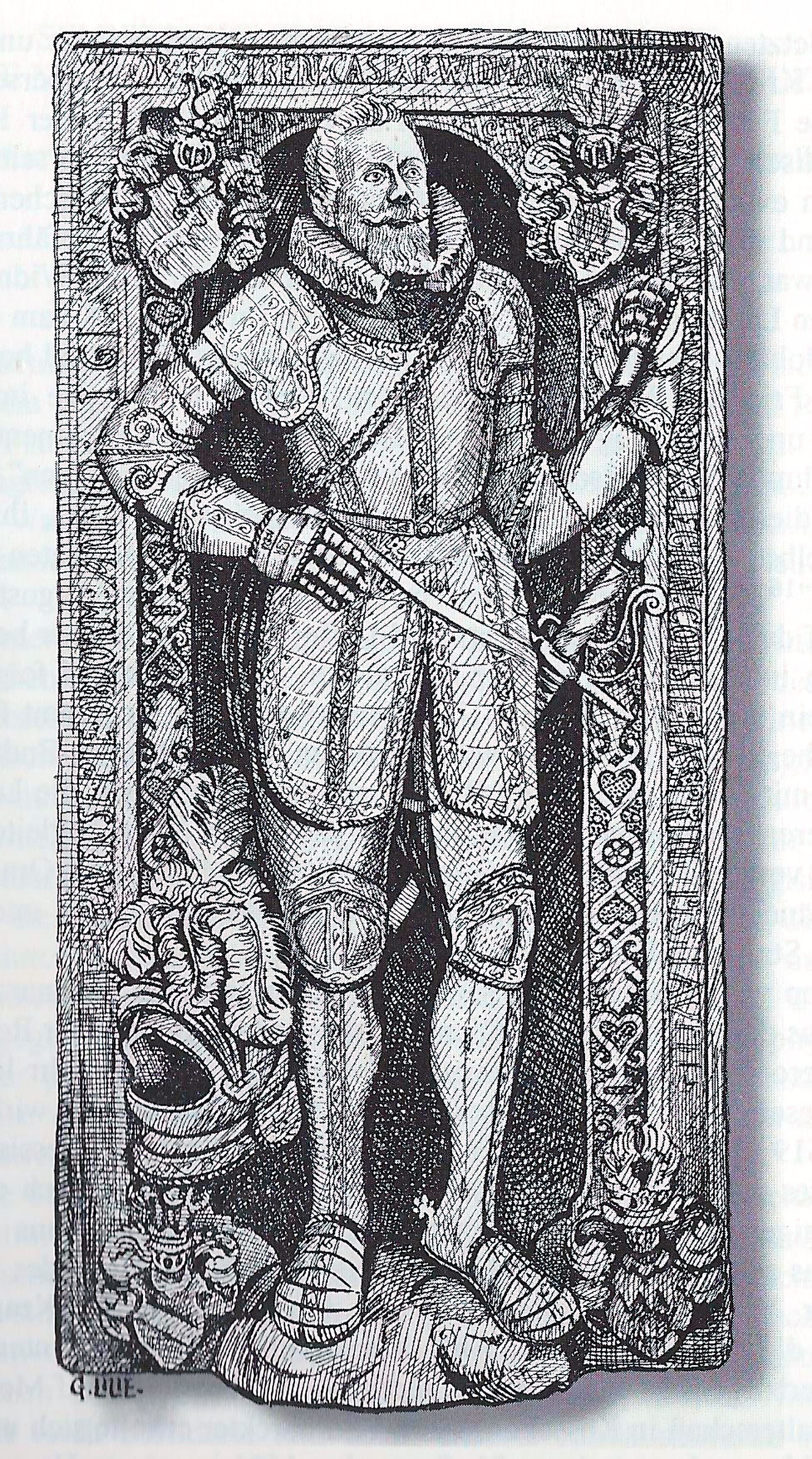
Caspar von Widemarkter ließ diese Grabplatte 1615 errichten, sie befindet sich in der Stadtkirche zu Vacha

## Leben
Er war der Sohn eines kurfürstlich hessischen Offiziers Caspar Widemarkter aus Donauwörth, er hatte mehrere Feldzüge mitgemacht und sich dann in Leipzig niedergelassen, wo Caspar Widemarkter am 12. Januar 1566 getauft wurde. Sein Großvater Leonhart Widemarkter hatte als Hauptmann in kaiserlichen Diensten gestanden und war Ende 1552 vor Metz gefallen.
Caspar besuchte das Gymnasium in Leipzig studierte am Collegium Hercurianorum in Paris Philosophie und Rechte bis 1586, wurde Offizier unter Heinrich dem III. König von Frankreich.
1587 trat er in die Dienste von Caspar von Schomberg auch Caspar von Schönberg (1540–1599) und nahm bereits 1587 am Feldzug gegen die pfälzischen Hilfstruppen unter dem Burggrafen von Dohna für Heinrich von Navarra teil.
1589 unternahm Widemarkter seine erste größere diplomatische Mission im Dienste Heinrichs IV. nach London an den Hof Elisabeths.
Bis 1596 begleitete er den Feldmarschall Schomberg und den König auf mehreren Feldzügen durch Zentral- und Nordfrankreich.
In Anerkennung seiner Verdienste wurde Widemarkter im Herbst 1596 von Heinrich IV. nobilitiert. 1597 trat er in die Dienste des hessischen Landgrafen Moritz. 1601 wurde Caspar Widemarkter landgräflicher Amtmann in Vacha und Frauensee. 1607 Obristleutnant in der Festung Kassel. 1610 im Elsasser Feldzug bei und vor Metz wurde er in den Arm geschossen. Er war oft in landgräflichen Diensten als Gesandter und Geheimer Rat unterwegs, wurde 1611 durch König Jakob I. von England zum Ritter geschlagen. Er begleitete Landgraf Otto auf seiner Reise durch England.
Er organisierte als Feldmarschall und Oberbefehlshaber das hessische Heer zu Beginn des Dreißigjährigen Krieges, musste sich dann jedoch wegen Krankheit nach Vacha zurückziehen, wo er am 21. September 1621 im Alter von 56 Jahren starb.

## Familie
1597 kam Caspar Widemarkter von Frankreich nach Deutschland zurück und heiratete am 29. Mai 1598 in Weißenfels die wohlhabende Victoria Heidenreich (Heydenreich), verwitwete Jentz (Jenutz, Jenitsch) * 30. März 1578 in Torgau; † 22. September 1635 in Vacha.
Das Ehepaar blieb kinderlos und setzte 1606 die jüngeren Stiefgeschwister seiner Frau Victoria testamentarisch zu seinen Erben ein.
Darunter befand sich auch Johann Georg von Dehn-Rothfelser (* 6. November 1582 in Dresden; † 18. Januar 1641 in Hersfeld), den Widemarkter 1608 nach Hessen und an die Marburger Universität brachte.
Nach seinem Jurastudium wurde er 1610 vom Landgrafen zum Sekretär Widemarkters bestellt.
Sein sechs Wochen nach Widemarkters Tod, also am 2. November 1621 geborene Sohn (Caspar Dehn-Rothfelser) wurde nach diesem benannt und 1626 von dessen Witwe an Kindes statt angenommen, lebte in Vacha und starb am 30. Dezember 1693 in Vacha.

## Wohnsitz
Caspar von Widemarkter ließ sich als Amtmann in den Jahren 1613 bis 1614 vom Baumeister Hans Weber aus Hersfeld einen repräsentativen Fachwerkbau im hessischen Stil in Vacha errichten.

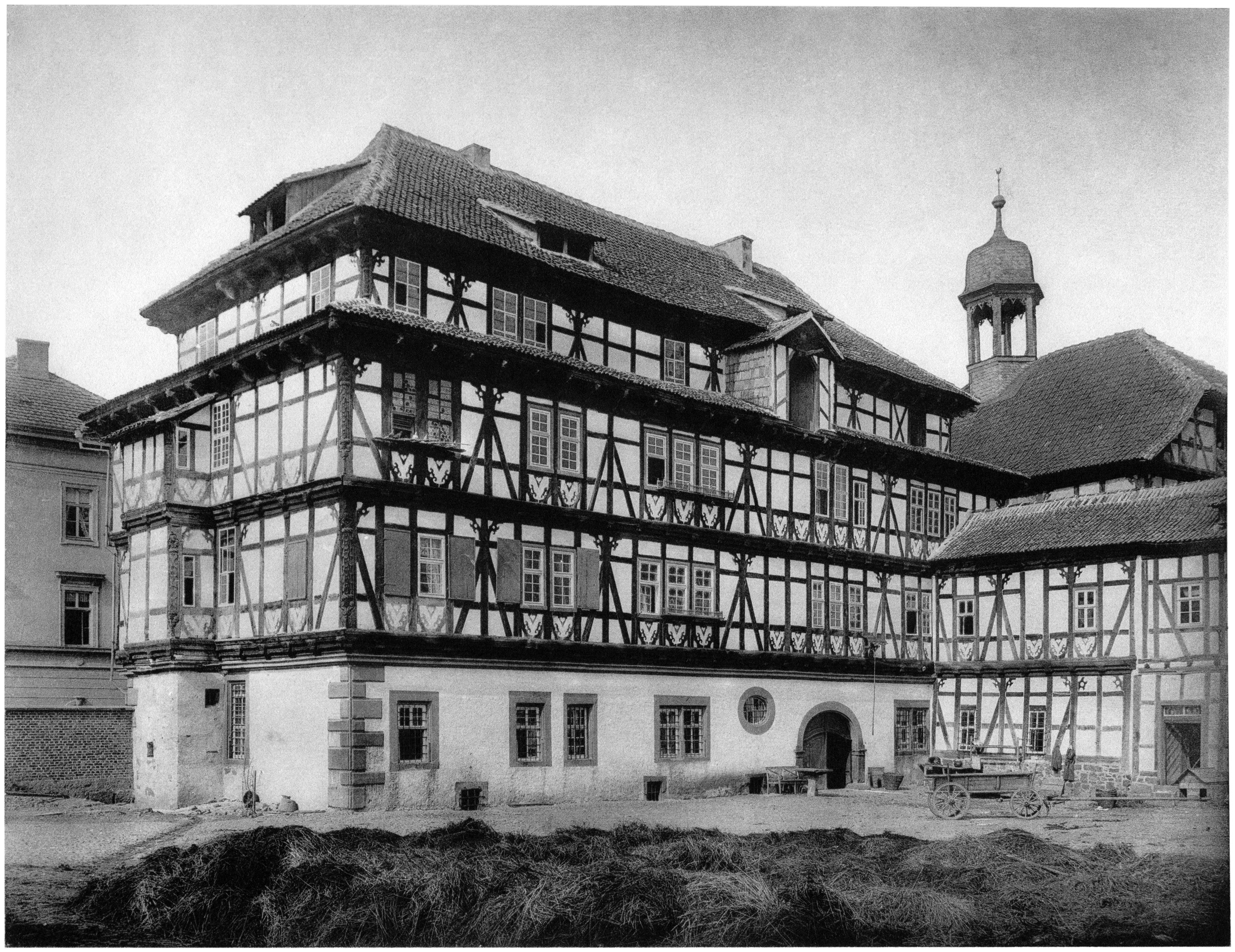
Ludwig_Bickell-Hessische_Holzbauten-Heft_01-1887-032-Vacha_Die_Widmarkt_Hofseite_1613

Dieses stattliche dreigeschossige Fachwerkgebäude wird als Die Widmarckt (Widemark) bezeichnet und dient heute als Rathaus von Vacha.
Bewegte Zeiten sind an dem Gebäude vorübergezogen. Es diente bedeutenden Persönlichkeiten aus aller Herren Länder des Öfteren als Quartier und beherbergte in der Nacht vom 26. zum 27. Oktober 1813 den stolzen nach der Weltherrschaft strebenden Kaiser Napoleon auf seinem Rückzug von der Deutschland befreienden Völkerschlacht bei Leipzig.
Die Widmarckt wechselte mehrfach den Besitzer und war zuletzt bis 1909 Eigentum des landgräflichen Hauses in Philippsthal.
Am 25. September 1909 wurde die Widmarckt nebst dem zugehörigen Gut durch die Stadt Vacha gekauft. Der Kaufpreis betrug einschließlich der Abfindung für den abziehenden Pächter 245.000 Mark. Zwecks Verwendung als Rathaus wurden alsbald einige Umbauten vorgenommen. Die Bauunternehmer Gebrüder Groß errichteten in der Weingasse einen Anbau an die Widmarckt.

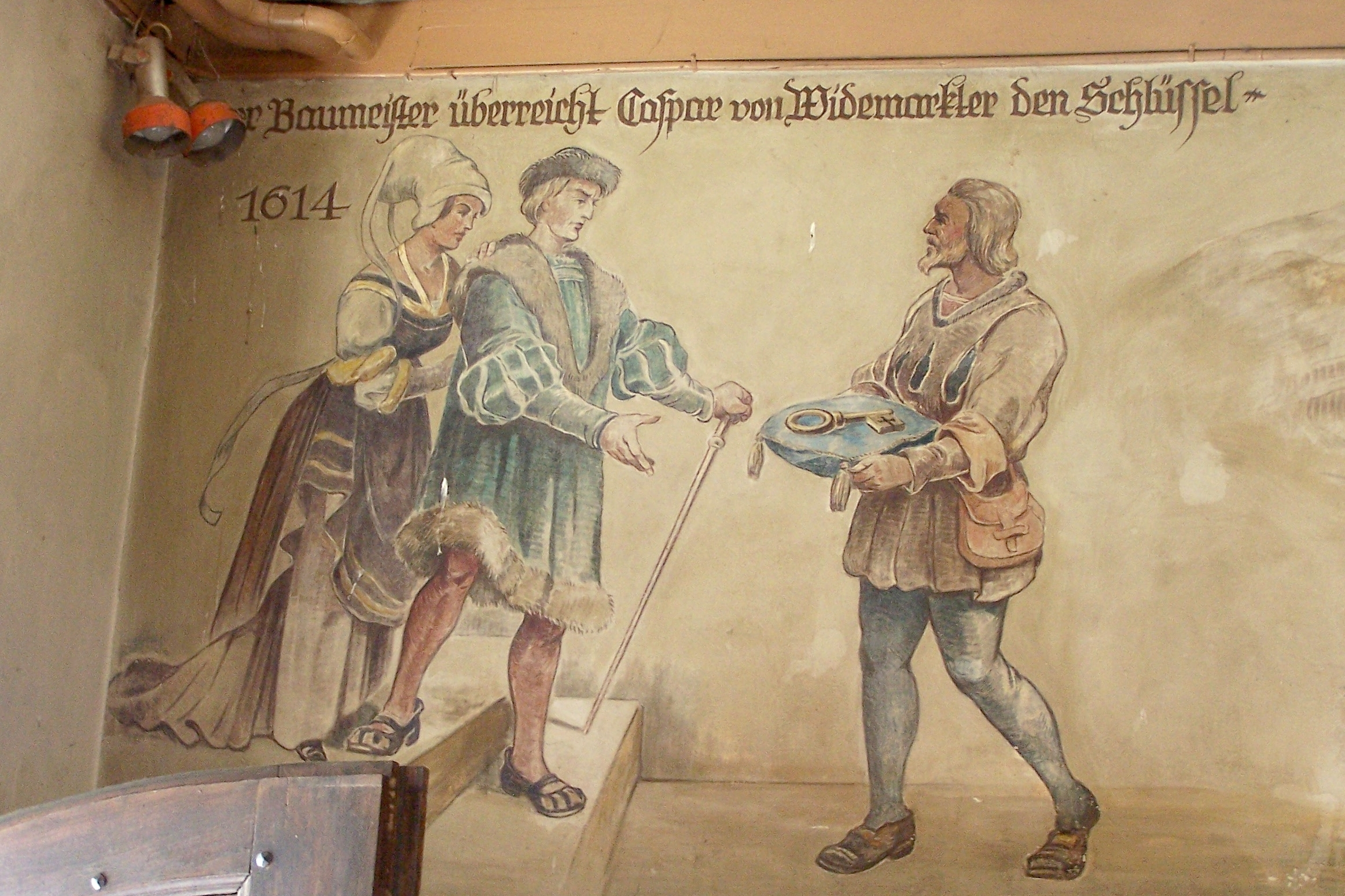
Historiengemäldes im Eingangsbereich des Hauses Widemark, dem Rathaus der Stadt Vacha, es zeigt Szenen aus der Stadtgeschichte von Vacha – hier die Übergabe der Hausschlüssel durch den Baumeister Hans Weber von Hersfeld an Victoria und Caspar von Widemarkter